# Knut Ljungqvist (1836–1896)
Knut Ottonin Ljungqvist, född 16 september 1836 i Karlstad, död 2 december 1896 i Jönköping, var en svensk företagare och politiker.
Knut Ljungqvist var son till målarmästaren och rådmannen Adolf Ljungqvist. Efter skolgång i Karlstad blev han 1854 student vid Uppsala universitet, där han främst studerade klassiska språk. Han blev vikarierande lärare vid Karlstads läroverk 1862 och arbetade samtidigt som tidningsman. År 1863 fick han anställning vid Munksjö pappersbruk i Jönköping, sedan han väckt ägaren Johan Edvard Lundströms intresse genom att på dennes annons avfatta ett svar på grekiska. Med energi och skicklighet kombinerad med hänsynslöshet arbetade han sig fram inom företaget. Då Lundström 1869 avstod sin andel i bruket till Lars Johan Hierta, blev Ljungqvist disponent och delägare för att efter Hiertas död 1873 helt överta pappersbruket. Under Ljungqvist ledning blev Munksjö snart ett av Nordens ledande pappersbruk. Vid sidan av sin verksamhet som industri- och företagsledare var Ljungqvist även politiskt intresserad. Han var under många år ledamot av Jönköpings stadsfullmäktige och av Jönköpings läns landsting.  1875–1889 var han ledamot av första kammaren. Han var ledamot av bankoutskottet 1879, av statsutskottet 1880–1882 och fungerade som statsrevisor 1879–1880. Ljungqvist var anhängare av frihandel och huvudsakligen liberal.